# 3. Liga 2016/17
De 3. Liga 2016/17 is het derde voetbalniveau van het Duitse voetbalsysteem. Het is het negende seizoen sinds de invoering in 2008. Nieuw in de 3. Liga zijn FSV Frankfurt, SC Paderborn 07 en MSV Duisburg uit de 2. Bundesliga 2015/16. MSV Duisburg verloor de playoff-wedstrijd om promotie-degradatie van de Würzburger Kickers. Jahn Regensburg, FSV Zwickau en Sportfreunde Lotte promoveren vanuit de Regionalliga.
Het seizoen begon op 29 juli 2016 met de wedstrijd tussen de degradanten MSV Duisburg en SC Paderborn 07 (1:0) en eindigde op zaterdag 20 mei 2017.

## Teams

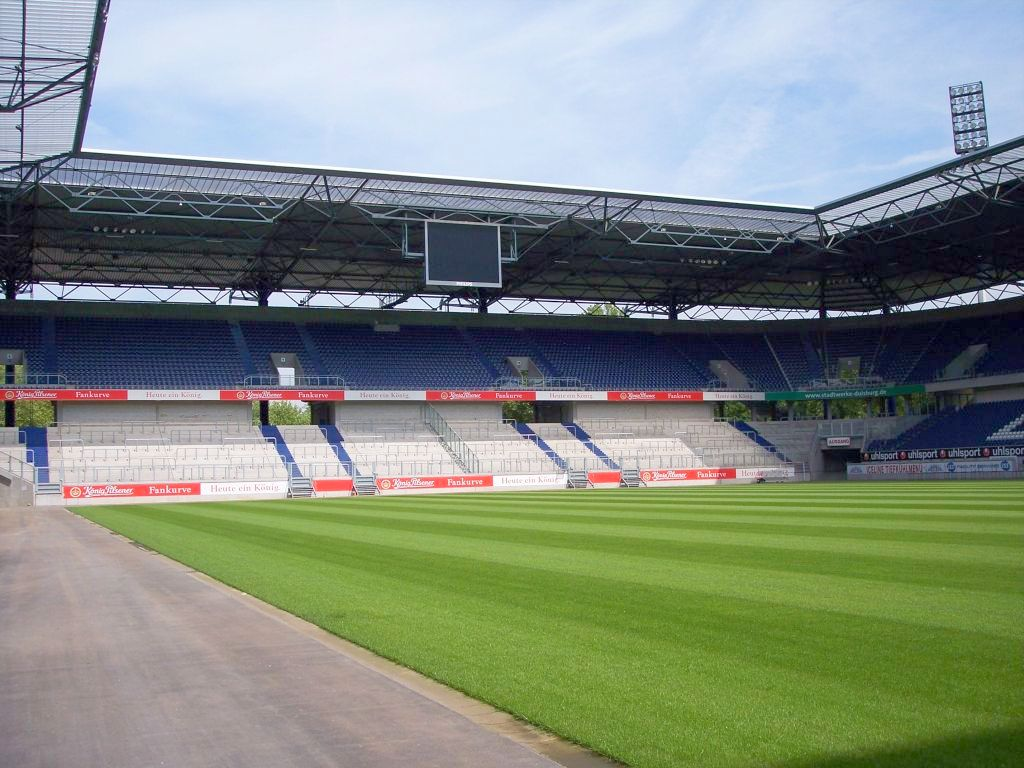
Schauinsland-Reisen-Arena

| Club                    | Plaats             | Deelstaat                 | Stadion                       | Capaciteit |
| ----------------------- | ------------------ | ------------------------- | ----------------------------- | ---------- |
| VfR Aalen               | Aalen              | Baden-Württemberg         | Scholz Arena                  | 14.500     |
| Chemnitzer FC           | Chemnitz           | Saksen                    | Stadion an der Gellertstraße  | 18.712     |
| MSV Duisburg            | Duisburg           | Noordrijn-Westfalen       | Schauinsland-Reisen-Arena     | 31.500     |
| SC Fortuna Köln         | Keulen             | Noordrijn-Westfalen       | Südstadion                    | 14.800     |
| FSV Frankfurt           | Frankfurt          | Hessen                    | Frankfurter Volksbank Stadion | 10.826     |
| Hallescher FC           | Halle an der Saale | Saksen-Anhalt             | Erdgas Sportpark              | 15.057     |
| Hansa Rostock           | Rostock            | Mecklenburg-Voor-Pommeren | DKB-Arena                     | 29.000     |
| Holstein Kiel           | Kiel               | Sleeswijk-Holstein        | Holstein-Stadion              | 11.386     |
| Jahn Regensburg         | Regensburg         | Beieren                   | Jahnstadion                   | 12.500     |
| Sportfreunde Lotte      | Lotte              | Noordrijn-Westfalen       | ConnectM-Arena                | 7.474      |
| 1. FC Magdeburg         | Maagdenburg        | Saksen-Anhalt             | MDCC-Arena                    | 27.250     |
| 1. FSV Mainz 05 II      | Mainz              | Rijnland-Palts            | Stadion am Bruchweg           | 20.300     |
| VfL Osnabrück           | Osnabrück          | Nedersaksen               | Osnatel Arena                 | 16.667     |
| SC Paderborn 07         | Paderborn          | Noordrijn-Westfalen       | Benteler-Arena                | 15.000     |
| Preußen Münster         | Münster            | Noordrijn-Westfalen       | Preußenstadion                | 15.050     |
| Rot-Weiß Erfurt         | Erfurt             | Thüringen                 | Steigerwaldstadion            | 17.500     |
| SG Sonnenhof Großaspach | Aspach             | Baden-Württemberg         | Mechatronik Arena             | 10.000     |
| SV Wehen Wiesbaden      | Taunusstein        | Hessen                    | Brita-Arena                   | 12.250     |
| Werder Bremen II        | Bremen             | Bremen                    | Weserstadion Platz 11         | 5.500      |
| FSV Zwickau             | Zwickau            | Saksen                    | Stadion Zwickau               | 10.134     |

## Eindstand
| №  | Club                    | WG | W  | G  | V  | DV | DT | +/– | Punten |
| -- | ----------------------- | -- | -- | -- | -- | -- | -- | --- | ------ |
| 1  | MSV Duisburg            | 38 | 18 | 14 | 6  | 52 | 32 | +20 | 68     |
| 2  | Holstein Kiel           | 38 | 18 | 13 | 7  | 59 | 25 | +34 | 67     |
| 3  | Jahn Regensburg         | 38 | 18 | 9  | 11 | 62 | 50 | +12 | 63     |
| 4  | 1. FC Magdeburg         | 38 | 16 | 13 | 9  | 53 | 36 | +17 | 61     |
| 5  | FSV Zwickau             | 38 | 16 | 8  | 14 | 47 | 54 | –7  | 56     |
| 6  | VfL Osnabrück           | 38 | 15 | 9  | 14 | 46 | 43 | +3  | 54     |
| 7  | SV Wehen Wiesbaden      | 38 | 14 | 11 | 13 | 45 | 42 | +3  | 53     |
| 8  | Chemnitzer FC           | 38 | 14 | 10 | 14 | 54 | 51 | +3  | 52     |
| 9  | Preußen Münster         | 38 | 15 | 6  | 17 | 49 | 43 | +6  | 51     |
| 10 | SG Sonnenhof Großaspach | 38 | 14 | 9  | 15 | 48 | 48 | 0   | 51     |
| 11 | VfR Aalen               | 38 | 14 | 15 | 9  | 52 | 36 | 16  | 48     |
| 12 | Sportfreunde Lotte      | 38 | 13 | 9  | 16 | 46 | 47 | –1  | 48     |
| 13 | Hallescher FC           | 38 | 10 | 18 | 10 | 34 | 39 | –5  | 48     |
| 14 | Rot-Weiß Erfurt         | 38 | 12 | 11 | 15 | 34 | 47 | –13 | 47     |
| 15 | Hansa Rostock           | 38 | 10 | 16 | 12 | 44 | 46 | –2  | 46     |
| 16 | Fortuna Köln            | 38 | 12 | 10 | 16 | 37 | 59 | –22 | 46     |
| 17 | Werder Bremen II        | 38 | 12 | 9  | 17 | 32 | 48 | –16 | 45     |
| 18 | SC Paderborn 07         | 38 | 12 | 8  | 18 | 38 | 57 | –19 | 44     |
| 19 | 1. FSV Mainz 05 II      | 38 | 11 | 7  | 20 | 41 | 58 | –17 | 40     |
| 20 | FSV Frankfurt           | 38 | 7  | 13 | 18 | 38 | 50 | –12 | 25     |

| Kleur | Betekenis                                                                  |
| ----- | -------------------------------------------------------------------------- |
|       | Promotie naar de 2. Bundesliga en kwalificatie voor DFB-Pokal 2017/18      |
|       | Kwalificatie voor promotieplay-off naar 2. Bundesliga en DFB-Pokal 2017/18 |
|       | Kwalificatie voor DFB-Pokal 2017/18                                        |
|       | Degradatie naar de Regionalliga                                            |

## Statistieken

### Topscorers
- In onderstaand overzicht zijn alleen de spelers opgenomen met tien of meer treffers achter hun naam.

| №  | Naam                | Club                    | Goals | Pen. | Duels | Gem. |
| -- | ------------------- | ----------------------- | ----- | ---- | ----- | ---- |
| 1  | Christian Beck      | 1. FC Magdeburg         | 17    | 2    | 36    | 0,47 |
| 2  | Ronny König         | FSV Zwickau             | 15    | 0    | 37    | 0,41 |
| 3  | Lucas Röser         | SG Sonnenhof Großaspach | 14    | 5    | 34    | 0,41 |
| 4  | Manuel Schäffler    | SV Wehen Wiesbaden      | 14    | 1    | 36    | 0,39 |
| 5  | Marco Grüttner      | Jahn Regensburg         | 13    | 0    | 35    | 0,37 |
| 6  | Matthias Morys      | VfR Aalen               | 13    | 0    | 36    | 0,36 |
| 7  | Hamdi Dahmani       | Fortuna Köln            | 13    | 1    | 38    | 0,34 |
| 8  | Adriano Grimaldi    | Preußen Münster         | 12    | 0    | 27    | 0,44 |
| 9  | Kingsley Schindler  | Holstein Kiel           | 12    | 1    | 32    | 0,38 |
| 10 | Anton Fink          | Chemnitzer FC           | 12    | 3    | 34    | 0,35 |
| 11 | Kwasi Okyere Wriedt | VfL Osnabrück           | 12    | 1    | 36    | 0,33 |
| 12 | Steven Lewerenz     | Holstein Kiel           | 11    | 0    | 32    | 0,34 |
| 13 | Kingsley Onuegbu    | MSV Duisburg            | 11    | 0    | 33    | 0,33 |
| 14 | Stephan Andrist     | Hansa Rostock           | 11    | 1    | 37    | 0,30 |
| 14 | Gerrit Wegkamp      | VfR Aalen               | 11    | 0    | 37    | 0,30 |
| 16 | Carsten Kammlott    | Rot-Weiß Erfurt         | 10    | 2    | 35    | 0,29 |
| 17 | Jann George         | Jahn Regensburg         | 10    | 0    | 36    | 0,28 |
| 18 | Kevin Freiberger    | Sportfreunde Lotte      | 10    | 0    | 37    | 0,27 |